# J-D03
J-D03（ジェイ ディー ゼロサン）は、三菱電機が開発した、J-フォンによる第二世代携帯電話端末製品。

## 概要
フリップ型。大画面の液晶と、当時としては珍しかった16和音対応の着信メロディ機能を搭載。メールと一緒にアニメーションキャラクターを送る「アニメっちゃ」機能を搭載。
交換機の都合でステーションが提供できなかった東北・中国・四国エリア向けには、本機からステーション機能を撤去したJ-D03sが供給された。

## 歴史
- 2000年9月22日: 発売